# Dennis Wheatley
Dennis Yates Wheatley, född 8 januari 1897 i London, död 10 november 1977 i London, var en brittisk författare av thrillers, science fiction och historiska och ockulta romaner.

## Biografi
Wheatley föddes i en övre medelklassfamilj och efter att ha tjänstgjort under första världskriget tog han över familjens vinhandelsbolag. I början av 1930-talet började han sin författarbana. Han arbetade även för War Office under andra världskriget.
Den första av hans romaner som publicerades, The Forbidden Territory (1933), blev en succé och filmatiserades 1934. Han fortsatte att skriva äventyrsromaner, deckare och thrillers. Under 1970-talet var han redaktör för "The Dennis Wheatley Library of the Occult", en serie pocketböcker i urval med förord av Wheatley.
Ett antal av Wheatleys böcker har blivit filmatiserade, bland annat tre filmer producerade av Hammer Film Productions.